# Madagaskarnachtschwalbe
Die Madagaskarnachtschwalbe  (Caprimulgus madagascariensis), auch Madagaskar-Nachtschwalbe, ist ein Vogel in der Familie der Nachtschwalben (Caprimulgidae).
Das Artepitheton madagascariensis bezieht sich auf das Verbreitungsgebiet.

## Merkmale
Die Madagaskarnachtschwalbe ist ein 21–23 cm großer Vogel, das Männchen wiegt 37–43 g und das Weibchen 45–51 g. Die Ober- und Unterseite ist grau-braun. Im Flug ist die weiße Flügelbinde deutlich zu erkennen. Die Art hat keine abweichende Kragenfärbung und keine Punkte auf dem Scheitel.

## Verhalten
Die Madagaskarnachtschwalbe ernährt sich hauptsächlich von Insekten wie Grashüpfern, Faltern, Zikaden und Käfern, indem sie um Baumkronen, in offenem Gelände oder über Wasserflächen fliegt. 
Die Brutzeit dauert im Südwesten Madagaskars von August bis Oktober und im Norden von Oktober bis November. Die Gelege finden sich auf Farnen oder niedrigen Büschen ohne eigentliches Nest.

## Verbreitung und Lebensraum
Die Madagaskarnachtschwalbe ist auf Madagaskar und den Seychellen in offenem oder leicht bewaldetem Gelände meist unterhalb von 1500 m anzutreffen.

## Geografische Variation
Es werden folgende Unterarten anerkannt:
- C. m. aldabrensis Ridgway, 1894, auf Aldabra
- C. m. madagascariensis Sganzin, 1840, auf Madagaskar und Nosy Boraha

## Gefährdungssituation
Der Bestand gilt als „nicht gefährdet“ (least concern).